# Cult of Personality
"Cult of Personality" es una canción de la banda de rock estadounidense Living Colour y el primer sencillo de su álbum debut Vivid. La canción fue escrita por la banda. El vídeo musical ganó dos MTV Video Music Awards por "Mejor video grupal" y "Mejor artista nuevo". 
Publicada en 1988, "Cult of Personality" llegó al #13 en el Billboard Hot 100 y #9 en el "Billboard album rock tracks chart". También ganó un Premio Grammy a "la mejor actuación de hard rock" en 1989. La canción fue calificada #69 en "las 100 mejores canciones hard rock de vh1". El solo fue calificado #87 en "la lista de Los 100 mejores solos de guitarra de Guitar World. 
El Fundador de la banda, Vernon Reid, describió la canción como «muy especial para la banda no sólo por su éxito comercial sino porque esencialmente fue escrita en una sola sesión de ensayo». El riff salió por accidente mientras se estaba practicando algo más y al final de la sesión se había escrito lo que iba a convertirse en la canción más conocida de Living Colour.
La canción contiene muchas referencias políticas y comparte su nombre con un fenómeno psico-político.
La canción comienza con una frase editada del comienzo de "Message to the Grass Roots", un discurso de Malcolm X.
La canción también es famosa por estar en el videojuego de Activision: Guitar Hero III donde fue regrabada porque la pista original está extraviada, siendo una de las canciones con el solo más difícil. Y en la secuela Guitar Hero: Smash Hits. 
La canción también forma parte del juego Grand Theft Auto San Andreas
También el luchador CM Punk utiliza como tema de entrada actualmente en WWE anteriormente en AEW y UFC.
Por otro lado, la canción aparece en el último capítulo (11x24) de la famosa serie de AMC The Walking Dead, en el momento que combaten una gran horda de caminantes.

## Referencia figuras políticas
Cult of Personality incluye varias muestras de audio de los discursos de los líderes políticos del siglo XX.
La canción comienza con una cita editada de un discurso de Malcolm X. Tal y como aparece en la canción, la cita es: 
". . . Y durante los pocos momentos que nos quedan... Queremos hablar, con los pies bien en la tierra, en un idioma en que todos aquí puedan entender fácilmente". 
El comienzo completo del discurso es: 
"...Y durante los pocos momentos que nos quedan, queremos tener simplemente una charla improvisada entre ustedes y yo (entre nosotros). Queremos hablar, con los pies en la tierra, en un idioma en que todos aquí puedan entender fácilmente".
Durante un descanso en la música , en el minuto 4:35, se escucha en inglés el discurso inaugural de John F. Kennedy ("no pregunte lo que su país puede hacer por usted..."). La canción termina con Franklin D. Roosevelt diciendo: "a lo único que tenemos que tener miedo es al miedo mismo".
Junto con las citas anteriores, los siguientes líderes políticos son mencionados en las letras: Benito Mussolini, John F. Kennedy, Iósif Stalin, Mahatma Gandhi.
Está incluido en la banda sonora de la película de Cameron Crowe Say Anything... .
En 2004, una versión abreviada apareció en el videojuego Grand Theft Auto: San Andreas en la banda sonora en Radio X.
Fue incluido en el videojuego de 2008 Shaun White Snowboarding. 
El equipo de hockey sobre hielo "New York Islanders" usa esta canción para sus partidos en el Nassau Veterans Memorial Coliseum. 
Varios equipos de atletismo de Rutgers Scarlet Knights usan esta canción cuando se introducen sus alineaciones de inicio. 
En 2009, la canción fue usada por WWE en un video de Stone Cold Steve Austin para promocionar su inducción al Salón de la fama. El luchador CM Punk utilizó esta canción como su tema de entrada durante su tiempo en Ring of Honor y en WWE, donde comenzó a usarlo desde julio de 2011, cuando regresó de sorpresa tras el fin de su contrato después de ganar el WWE Championship. Su popularidad llevó a la canción al #1 en iTunes' Singles Top 200. En 2013, durante el evento WrestleMania 29, Living Colour actuó en vivo tocando el tema de entrada de CM Punk; en 2025, durante WrestleMania 41, Living Colour volvió a tocar en vivo el tema de entrada de CM Punk (acompañado por Paul Heyman), con ocasión de la primera vez que el luchador formó parte del evento principal de un WrestleMania.
- Datos: Q2756130